# De Slimste Mens ter Wereld 2015
De Slimste Mens ter Wereld 2015 was het dertiende seizoen van de Belgische televisiequiz De Slimste Mens ter Wereld, uitgezonden op de Vlaamse commerciële zender VIER. Het seizoen werd gewonnen door Tom Waes, die in de finale won van Danira Boukhriss Terkessidis. De derde finalist was Kobe Ilsen. Waes volgde Adil El Arbi op, de winnaar van het vorige seizoen. De quiz werd gepresenteerd door Erik Van Looy.

## Kandidaten

### Alle deelnemers
De quiz werd uitgezonden van maandag tot en met donderdag en duurde in totaal tien weken, waaronder op het einde twee finaleweken. Elke aflevering namen drie kandidaten het tegen elkaar op, waarbij de verliezer in de volgende aflevering telkens vervangen werd door een nieuwe kandidaat. Hieronder de 34 kandidaten voor dit seizoen:
| Naam                         | Deelnames | Gewonnen |
| ---------------------------- | --------- | -------- |
| Jandino Asporaat             | 1         | 0        |
| Jan Bakelants                | 2         | 0        |
| Danira Boukhriss Terkessidis | 5         | 4        |
| Kim Clijsters                | 2         | 1        |
| Tom Coninx                   | 3         | 1        |
| Stephanie Coorevits          | 2         | 1        |
| Axelle Dauwens               | 2         | 1        |
| Alexander De Croo            | 2         | 0        |
| Zuhal Demir                  | 2         | 0        |
| Eline De Munck               | 2         | 1        |
| Kobe Desramaults             | 1         | 0        |
| Luc Haekens                  | 1         | 0        |
| Margriet Hermans             | 2         | 0        |
| Piet Hoebeke                 | 3         | 1        |
| Kobe Ilsen                   | 7         | 3        |
| Kevin Janssens               | 5         | 2        |
| Kamal Kharmach               | 3         | 1        |
| Lukas Lelie                  | 3         | 1        |
| Sam Louwyck                  | 1         | 0        |
| Aaron Malinsky               | 2         | 0        |
| Aster Nzeyimana              | 1         | 0        |
| Sven Ornelis                 | 2         | 1        |
| Jan Paternoster              | 5         | 2        |
| Kathy Pauwels                | 2         | 0        |
| Ras                          | 2         | 0        |
| Siska Schoeters              | 3         | 1        |
| Ann Tuts                     | 1         | 1        |
| Anemone Valcke               | 3         | 0        |
| Karel Van Eetvelt            | 2         | 0        |
| Umesh Vangaver               | 1         | 0        |
| Stan Van Samang              | 7         | 4        |
| Bart Verhaeghe               | 2         | 0        |
| Tom Waes                     | 11        | 6        |
| Lynn Wesenbeek               | 3         | 0        |

| Kleurlegenda                      |
| --------------------------------- |
| Geplaatst voor de finaleweken.    |
| Speelde verder in de finaleweken. |

Tom Waes was de eerste kandidaat die bij zijn tweede deelname aan het programma won, nadat hij eerder ook al had meegedaan in het achtste seizoen. Bovendien was Waes de enige in dit seizoen die voor de tweede keer deelnam, alle andere kandidaten zaten er voor hun eerste keer.

### Finaleweken
In de laatste twee weken van het seizoen keerden de acht beste kandidaten terug in volgorde van het aantal afleveringen dat zij hadden weten te overleven. Hieronder de deelnemers aan de finaleweken:
| Terugkeer   | Naam                         | Deelnames | Gewonnen | Eindrank |
| ----------- | ---------------------------- | --------- | -------- | -------- |
| 8           | Tom Waes                     | 1         | 1        | Goud     |
| 7           | Stan Van Samang              | 1         | 0        | 4e       |
| 6           | Kobe Ilsen                   | 3         | 1        | Brons    |
| 5           | Danira Boukhriss Terkessidis | 4         | 2        | Zilver   |
| 4           | Kevin Janssens               | 3         | 1        | 5e       |
| 3           | Jan Paternoster              | 1         | 0        | 8e       |
| 2           | Siska Schoeters              | 3         | 2        | 7e       |
| 1           | Kamal Kharmach               | 5         | 1        | 6e       |
| Speelt door | Ann Tuts                     | 1         | 0        | 10e      |
| Speelt door | Stephanie Coorevits          | 2         | 0        | 9e       |

## Afleveringen
| Afl         | Datum            | Winnaar aflevering           | Winnaar eindspel             | Verliezer eindspel           |
| ----------- | ---------------- | ---------------------------- | ---------------------------- | ---------------------------- |
| 1           | 12 oktober 2015  | Kim Clijsters                | Kevin Janssens               | Sam Louwyck                  |
| 2           | 13 oktober 2015  | Kevin Janssens               | Kathy Pauwels                | Kim Clijsters                |
| 3           | 14 oktober 2015  | Kobe Ilsen                   | Kevin Janssens               | Kathy Pauwels                |
| 4           | 15 oktober 2015  | Kevin Janssens               | Kobe Ilsen                   | Umesh Vangaver               |
| 5           | 19 oktober 2015  | Kobe Ilsen                   | Alexander De Croo            | Kevin Janssens               |
| 6           | 20 oktober 2015  | Kobe Ilsen                   | Margriet Hermans             | Alexander De Croo            |
| 7           | 21 oktober 2015  | Danira Boukhriss Terkessidis | Kobe Ilsen                   | Margriet Hermans             |
| 8           | 22 oktober 2015  | Danira Boukhriss Terkessidis | Kobe Ilsen                   | Kobe Desramaults             |
| 9           | 26 oktober 2015  | Danira Boukhriss Terkessidis | Bart Verhaeghe               | Kobe Ilsen                   |
| 10          | 27 oktober 2015  | Danira Boukhriss Terkessidis | Jan Paternoster              | Bart Verhaeghe               |
| 11          | 28 oktober 2015  | Jan Paternoster              | Lynn Wesenbeek               | Danira Boukhriss Terkessidis |
| 12          | 29 oktober 2015  | Jan Paternoster              | Lynn Wesenbeek               | Luc Haekens                  |
| 13          | 2 november 2015  | Siska Schoeters              | Jan Paternoster              | Lynn Wesenbeek               |
| 14          | 3 november 2015  | Piet Hoebeke                 | Siska Schoeters              | Jan Paternoster              |
| 15          | 4 november 2015  | Tom Waes                     | Piet Hoebeke                 | Siska Schoeters              |
| 16          | 5 november 2015  | Axelle Dauwens               | Tom Waes                     | Piet Hoebeke                 |
| 17          | 9 november 2015  | Tom Waes                     | Ras                          | Axelle Dauwens               |
| 18          | 10 november 2015 | Tom Coninx                   | Tom Waes                     | Ras                          |
| 19          | 11 november 2015 | Tom Waes                     | Tom Coninx                   | Jandino Asporaat             |
| 20          | 12 november 2015 | Tom Waes                     | Zuhal Demir                  | Tom Coninx                   |
| 21          | 16 november 2015 | Tom Waes                     | Jan Bakelants                | Zuhal Demir                  |
| 22          | 17 november 2015 | Tom Waes                     | Aaron Malinsky               | Jan Bakelants                |
| 23          | 18 november 2015 | Eline De Munck               | Tom Waes                     | Aaron Malinsky               |
| 24          | 19 november 2015 | Stan Van Samang              | Tom Waes                     | Eline De Munck               |
| 25          | 23 november 2015 | Sven Ornelis                 | Stan Van Samang              | Tom Waes                     |
| 26          | 24 november 2015 | Lukas Lelie                  | Stan Van Samang              | Sven Ornelis                 |
| 27          | 25 november 2015 | Stan Van Samang              | Lukas Lelie                  | Aster Nzeyimana              |
| 28          | 26 november 2015 | Stan Van Samang              | Karel Van Eetvelt            | Lukas Lelie                  |
| 29          | 30 november 2015 | Stan Van Samang              | Anemone Valcke               | Karel Van Eetvelt            |
| 30          | 1 december 2015  | Kamal Kharmach               | Anemone Valcke               | Stan Van Samang              |
| 31          | 2 december 2015  | Stephanie Coorevits          | Kamal Kharmach               | Anemone Valcke               |
| 32          | 3 december 2015  | Ann Tuts                     | Stephanie Coorevits          | Kamal Kharmach               |
| Finaleweken |                  |                              |                              |                              |
| 33          | 7 december 2015  | Kamal Kharmach               | Stephanie Coorevits          | Ann Tuts                     |
| 34          | 8 december 2015  | Siska Schoeters              | Kamal Kharmach               | Stephanie Coorevits          |
| 35          | 9 december 2015  | Siska Schoeters              | Kamal Kharmach               | Jan Paternoster              |
| 36          | 10 december 2015 | Kevin Janssens               | Kamal Kharmach               | Siska Schoeters              |
| 37          | 14 december 2015 | Danira Boukhriss Terkessidis | Kevin Janssens               | Kamal Kharmach               |
| 38          | 15 december 2015 | Danira Boukhriss Terkessidis | Kobe Ilsen                   | Kevin Janssens               |
| 39          | 16 december 2015 | Kobe Ilsen                   | Danira Boukhriss Terkessidis | Stan Van Samang              |
| Finale      | Finale           | Slimste Mens                 | Verliezer eindspel           | Verliezer aflevering         |
| 40          | 17 december 2015 | Tom Waes                     | Danira Boukhriss Terkessidis | Kobe Ilsen                   |

## Jury
De jury bestaat uit twee juryleden, meestal een vast jurylid en een gastjurylid. De vaste juryleden zijn afwisselend Philippe Geubels, Jeroom Snelders, Herman Brusselmans, Bart Cannaerts en Ruth Beeckmans. Nieuw dit jaar is dat ook de vaste juryleden nu geregeld onderlinge duo's vormen, dus zonder gastjurylid, wat voorheen enkel tijdens de eerste en laatste aflevering van het seizoen gebeurde.
In tegenstelling tot vorig seizoen was Brusselmans nu effectief ook soms echt als vast jurylid te zien. Dit seizoen zat hij geregeld ook aan de linkerkant, meestal echter wel nog steeds vergezeld van een ander vast jurylid. In de finaleweken was hij voor het eerst met een echt gastjurylid te zien.
| Jurylid               | Afleveringen                                                       |
| --------------------- | ------------------------------------------------------------------ |
| Philippe Geubels      | 1, 3, 7, 9, 10, 15, 16, 19, 20, 23, 24, 27, 28, 32, 35, 36, 39, 40 |
| Jeroom Snelders       | 1, 2, 5, 6, 9, 13, 14, 22, 29, 30, 36, 39                          |
| Herman Brusselmans    | 2, 5, 11, 14, 16, 18, 21, 27, 29, 33, 37                           |
| Bart Cannaerts        | 7, 8, 17, 18, 25, 26, 31, 34, 37, 38                               |
| Ruth Beeckmans        | 3, 4, 11, 12, 21, 22, 31, 40                                       |
| Gastjurylid           | Afleveringen                                                       |
| Adriaan Van den Hoof  | 8, 15, 28, 32, 38                                                  |
| Marc-Marie Huijbregts | 10, 24, 34                                                         |
| Jonas Geirnaert       | 13, 20, 30                                                         |
| Stefaan Degand        | 23, 33                                                             |
| Bart De Pauw          | 4                                                                  |
| Jani Kazaltzis        | 6                                                                  |
| Sarah Vandeursen      | 12                                                                 |
| Sven De Leijer        | 17                                                                 |
| Adil El Arbi          | 19                                                                 |
| Pedro Elias           | 25                                                                 |
| Jelle De Beule        | 26                                                                 |
| Sam Louwyck           | 35                                                                 |

Een zeldzaamheid in dit seizoen was weggelegd voor Sam Louwyck, die in aflevering 35 als gastjurylid te zien was, terwijl hij de eerste aflevering van dit seizoen zelf nog meespeelde. Het is, na Henk Rijckaert en Jonas Van Geel in 2012, slechts de derde keer dat iemand in één seizoen zowel als kandidaat als als jurylid te zien is.
Daarnaast bestond de jury dit jaar ook voor het eerst eens uit twee vrouwen. In aflevering 12 zaten Ruth Beeckmans en Sarah Vandeursen in de jury. Dit was nog niet eerder voorgekomen, omdat de vaste juryleden altijd mannen zijn geweest. In het achtste seizoen, het enige seizoen waar zonder vaste juryleden werd gewerkt, maar willekeurige duo's werden gevormd uit een aantal personen, viel dit evenwel niet voor vermits Sien Eggers toen het enige vrouwelijke jurylid was.

## Bijzonderheden
- In dit seizoen deed zich een zeldzaam feit voor in de overgang van de laatste reguliere aflevering naar de eerste aflevering van de finaleweken. De verliezer van de laatste reguliere aflevering, Kamal Kharmach, stond op de achtste plaats in de rangschikking en mocht als eerste terugkeren in de finaleweken. Daarin kwam hij uit tegen de twee spelers die hem hadden uitgeschakeld. Dat zorgde voor de tweede keer in de geschiedenis voor een zelden geziene situatie: twee opeenvolgende afleveringen werden gespeeld met exact dezelfde kandidaten.[1]
- Hoewel de media berichtten dat dit voor de eerste keer ooit voorkwam, was het wel degelijk de tweede keer dat dit gebeurde. In seizoen 1 gebeurde dit ook al: Frank Vander linden werd toen in de laatste reguliere aflevering uitgeschakeld door Goedele Devroy en Ben Crabbé. Van der linden was echter vierde geëindigd in het klassement en mocht de aflevering daarop terug meespelen in de finaleweek tegen Devroy en Crabbé die rechtstreeks moesten doorspelen.
- Kamal Kharmach werd na Bart Cannaerts en Jeroom Snelders de derde kandidaat die zijn prestatie in de voorronde (drie afleveringen en een overwinning) wist te verbeteren in de finaleweken (vijf afleveringen en een overwinning). Opmerkelijk is hierbij ook dat hij deze acht afleveringen na elkaar speelde zonder een rustperiode.